# Ketoprofen

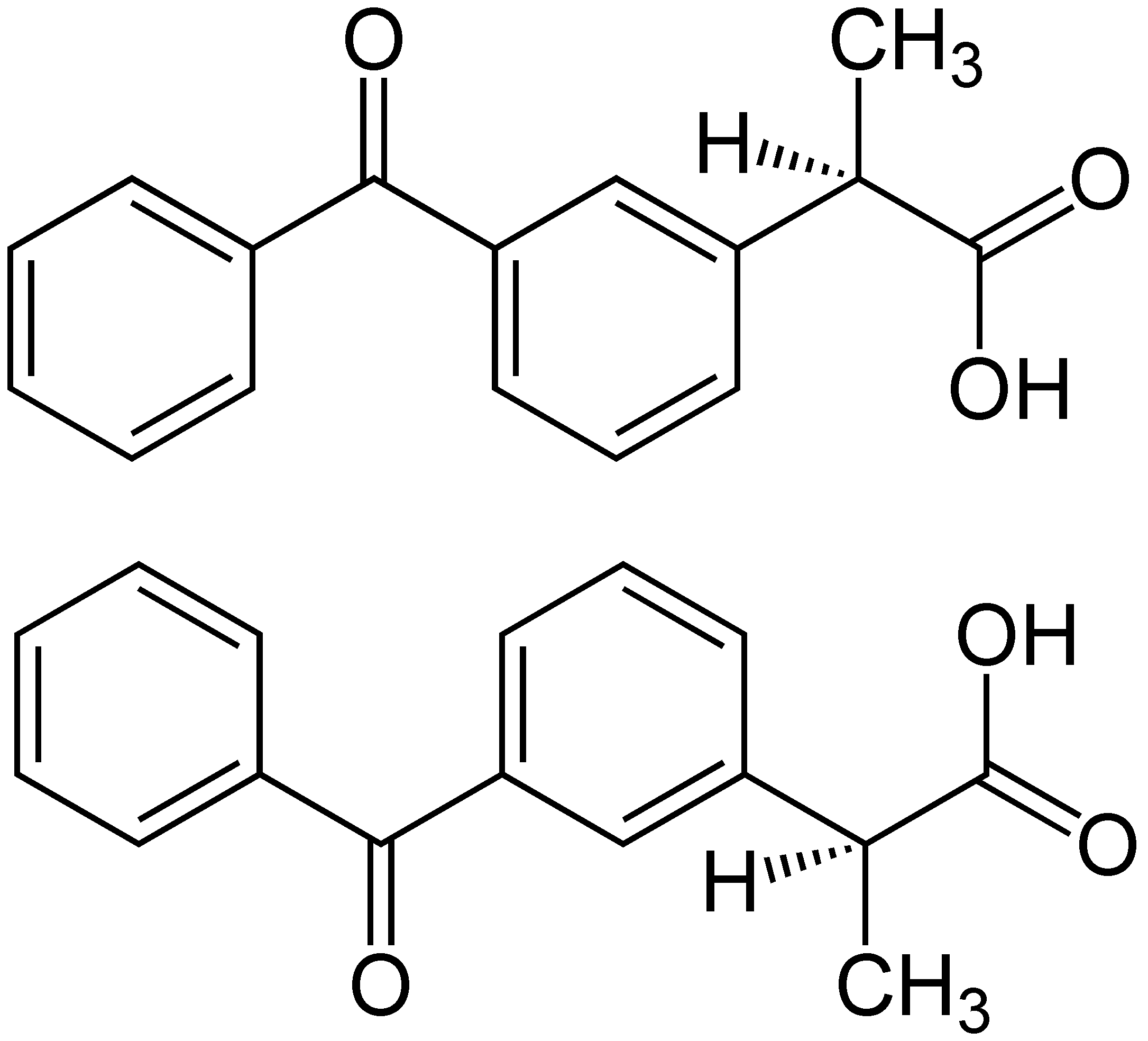
strukturformel

Ketoprofen är en kemisk förening med formeln C16H14O3. Ämnet är ett milt smärtstillande och antiinflammatoriskt läkemedel tillhörande gruppen NSAID. Smärtstillande geler med ketoprofen kan orsaka fotosensibilisering (hudutslag orsakade av solljus).
Läkemedel med ketoprofen är receptbelagda. Varunamn är bland andra, Orudis, Siduro.

## Receptbeläggning
I samband med receptbeläggning av topikala ketoprofenprodukter 2011 upphörde den receptfria försäljningen av Zon och Ketoflex. 

## Källhänvisningar
1. ↑  ”Indragning av läkemedel”. Läkemedelsverket. 11 februari 2011. Arkiverad från originalet den 20 oktober 2014. https://web.archive.org/web/20141020124011/https://www.lakemedelsverket.se/upload/foretag/indragningar/Zon2,5gel.pdf. Läst 14 oktober 2014.
2. ↑  ”Ketoflex 2,5 % gel”. Läkemedelsverket. Arkiverad från originalet den 20 oktober 2014. https://web.archive.org/web/20141020124054/http://www.lakemedelsverket.se/LMF/Lakemedelsinformation/?nplid=20040607000366&type=product. Läst 14 oktober 2014.